# Ideopsis tontoliensis
Ideopsis tontoliensis är en fjärilsart som beskrevs av Hans Fruhstorfer 1897. Ideopsis tontoliensis ingår i släktet Ideopsis och familjen praktfjärilar. Inga underarter finns listade i Catalogue of Life.